# Mimosa trichocephala
Mimosa trichocephala är en ärtväxtart som beskrevs av George Bentham. Mimosa trichocephala ingår i släktet mimosor, och familjen ärtväxter. Inga underarter finns listade i Catalogue of Life.